# ميغيل مولينا
ميغيل مولينا هو سباح فلبيني، ولد في 22 يوليو 1984 في كيزون في الفلبين.

## روابط خارجية
- ميغيل مولينا على موقع الاتحاد الدولي للسباحة (الإنجليزية)
- ميغيل مولينا على موقع SwimRankings.net (الإنجليزية)
- ميغيل مولينا على موقع اللجنة الأولمبية الدولية (الإنجليزية)
- ميغيل مولينا على موقع أوليمبيديا (الإنجليزية)